# Hera (Fabritius)
Hera of Hera verbergt zich tijdens het gevecht tussen de goden en de giganten is een schilderij van Carel Fabritius uit circa 1643, gemaakt tijdens zijn leertijd in het Amsterdamse atelier van Rembrandt of kort erna.

## Voorstelling
Sinds de publicatie van de catalogus van het Poesjkinmuseum in 2004 staat het schilderij bekend als Hera of Hera verbergt zich tijdens het gevecht tussen de goden en de giganten, maar het is niet zeker of deze interpretatie klopt. In 1883 werd het schilderij met de liggende figuur die zich in het water spiegelt, Narcissus genoemd, maar omdat sommige details in dat geval moeilijk te verklaren zijn, zoals de pauwen op de rots, de aanrennende viervoeter en de reden waarom de figuur opkijkt, zijn er later ook andere voorstellen gedaan. Omdat de pauwen in de Griekse mythologie worden geassocieerd met Hera (of Juno bij de Romeinen), is gesuggereerd dat het om deze godin gaat. Het schilderij zou dan verwijzen naar een episode uit haar jeugd die in de Ilias wordt aangestipt. Tijdens de Titanenstrijd stuurde haar moeder Rhea haar naar het huis van Okeanos en Thetys om daar het einde van de oorlog af te wachten. Ook deze verklaring zorgt voor problemen, want ze lijkt zich niet bij de oceaan te bevinden en het is onduidelijk waarom ze haar haren ligt te kammen voordat ze opschrikt.
Tijdens technisch onderzoek met infrarood licht werd in 2005 een dreigende figuur met een hoed en enorme handen linksboven onder de verf ontdekt. Dit is blijkbaar de reden waarom ze verschrikt omkijkt, maar verder blijft zijn rol duister.

## Techniek

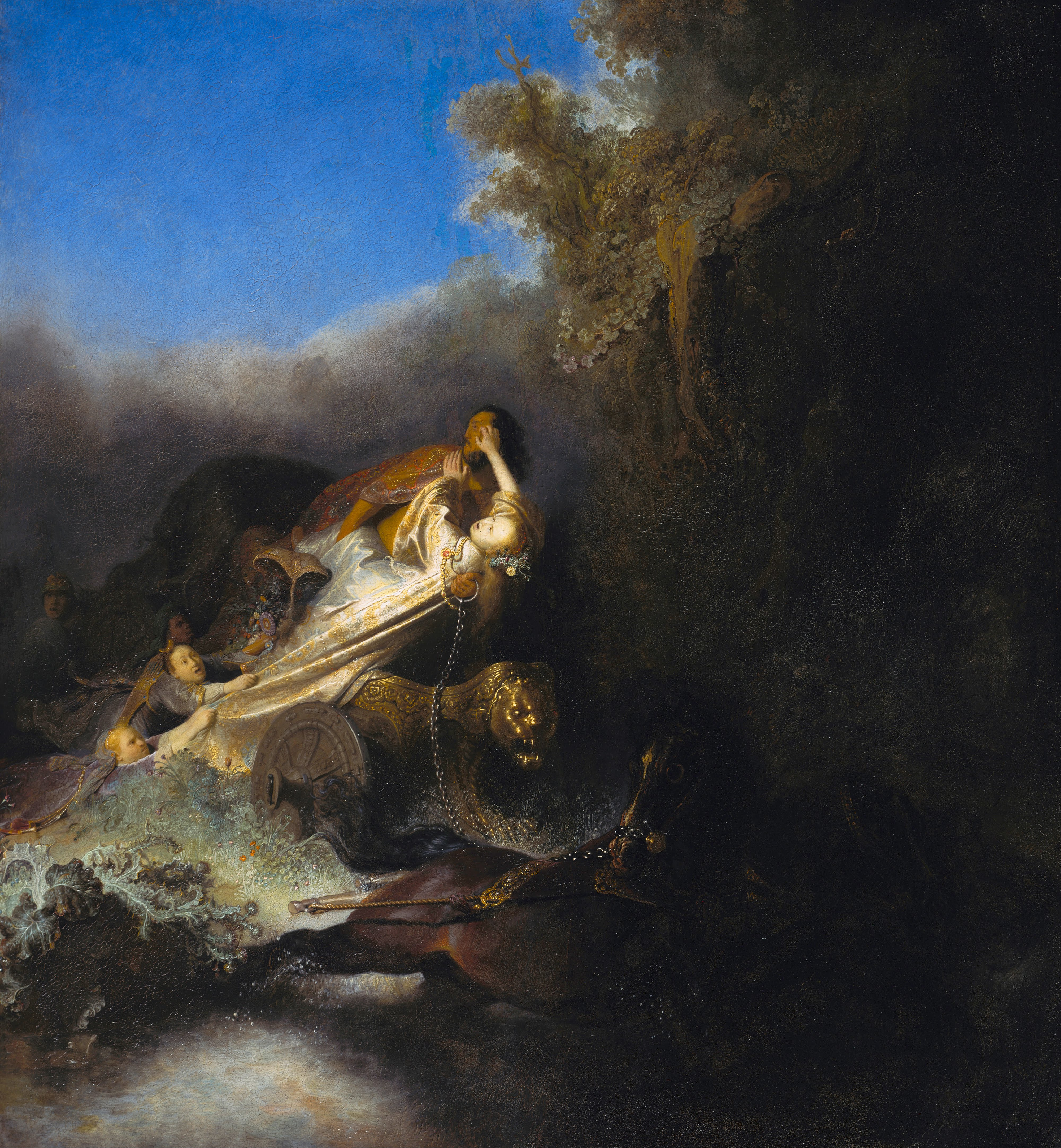
Rembrandt, De roof van Proserpina, ca. 1631, Gemäldegalerie, Berlijn

De compositie en het expressieve landschap met de kronkelige bomen zijn beïnvloed door het vroege werk van Fabritius' leermeester Rembrandt, in het bijzonder de mythologische schilderijen, zoals De roof van Proserpina (ca. 1631) en Diana badend met haar nimfen (1634). 
De losse penseelvoering en het kleurgebruik met voornamelijk bruin, oker, rood en wit komen overeen met de andere, gesigneerde historiestukken van Fabritius. Verder blijkt uit dit schilderij al zijn belangstelling voor dieptewerking, lichtval en optische effecten, en dan vooral de zorgvuldige uitvoering van de spiegeling in het water.

## Herkomst
Het schilderij was ooit (met een valse signatuur van Rembrandt) onderdeel van de Roemjantsev-verzameling in Sint-Petersburg. Sinds 1924 behoort het tot de collectie van het Poesjkinmuseum in Moskou.
Zowel dit schilderij als de kopie ervan in het Rijksmuseum Amsterdam is vroeger aan Govert Flinck toegeschreven. Ook Salomon de Bray is ooit als maker aangewezen. Pas na de ontdekking van het gesigneerde schilderij Mercurius en Argus in 1985 werd het als een Fabritius herkend.